# Astropecten luzonicus
Astropecten luzonicus är en sjöstjärneart som beskrevs av Fisher 1913. Astropecten luzonicus ingår i släktet Astropecten och familjen kamsjöstjärnor.
Artens utbredningsområde är Filippinerna. Inga underarter finns listade i Catalogue of Life.